# St. Johannes der Täufer (Jützenbach)

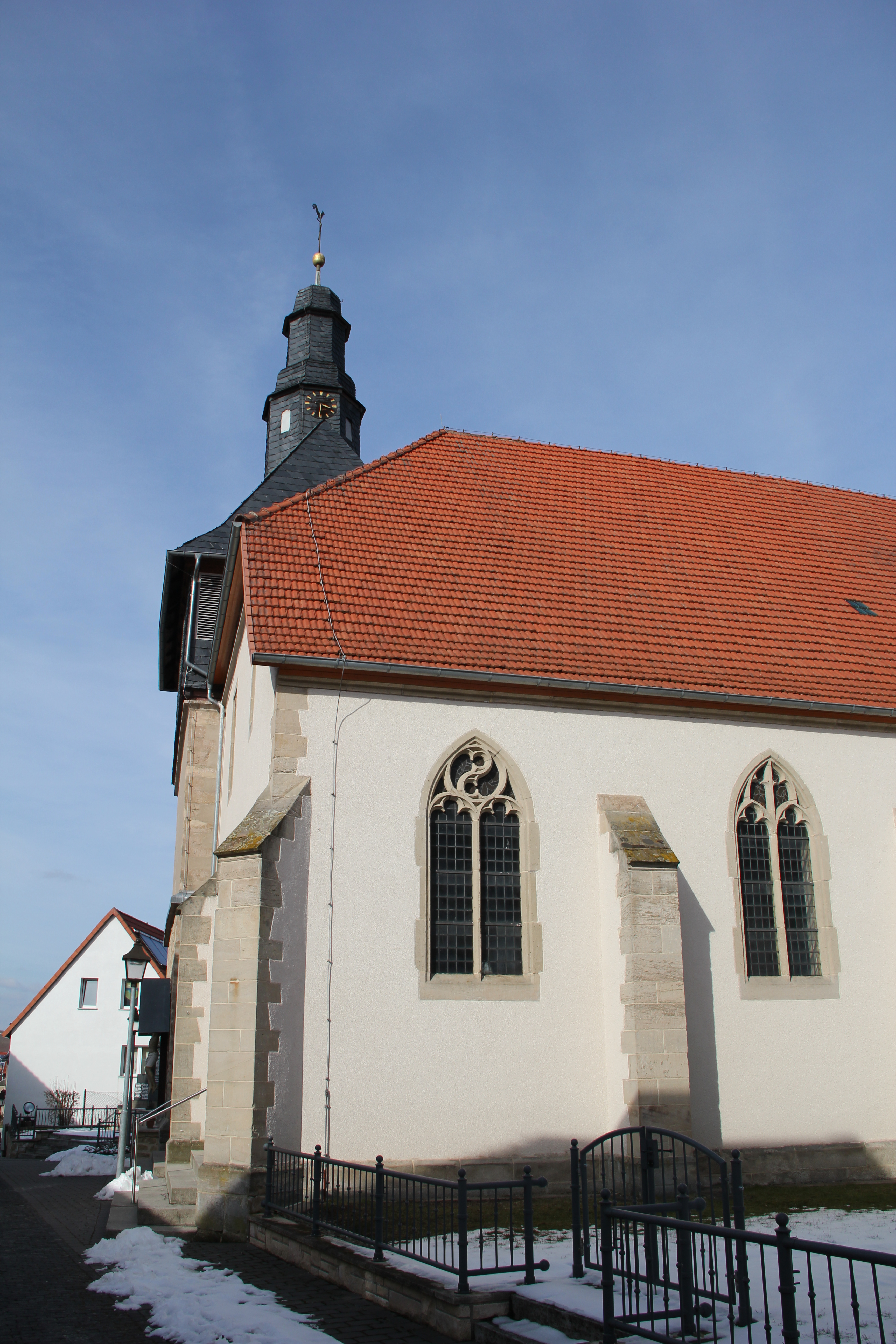
Römisch-katholische Kirche St. Johannes der Täufer in Jützenbach

Die römisch-katholische Filialkirche St. Johannes der Täufer steht in Jützenbach im thüringischen Landkreis Eichsfeld. Sie ist Filialkirche der Pfarrei St. Michael Weißenborn-Lüderode im Dekanat Leinefelde-Worbis des Bistums Erfurt. Sie trägt das Patrozinium des heiligen Johannes des Täufers.

## Geschichte
Die Erbauung eines Vorgängerbaus erfolgte 1613 bis 1617. 1907 wurde die heutige Kirche nach Plänen von Ludwig Müller aus Worbis erbaut. Der Turm der Vorgängerkirche wurde beibehalten. Am 13. Mai 1914 weihte Bischof Karl Joseph Schulte die neue Kirche. Die Ausmalung erfolgte 1930 und wurde 1983 bis 1984 erneuert. Eine Sanierung des Äußeren der Kirche erfolgte 1999.

## Architektur
Der Westturm ist im Ursprung mittelalterlich und hat ein Walmdach mit Dachreiter. An das dreischiffige, neogotische Kirchenschiff mit Querhaus schließt sich einen polygonaler Chor an.

## Ausstattung
Im Tympanon über dem Hauptportal ist eine Darstellung von Jesus mit dem Kreuz von ca. 1907 zu sehen. Der Hochaltar ist als spätgotischer Flügelaltar konzipiert und stammt genau wie der rechte Seitenaltar ebenfalls von ca. 1907. Der Seitenaltar ist der heiligen Maria Muttergottes gewidmet, zusätzlich zur Marienstatue in der Mitte kommt eine Schutzmantelmadonna und eine Darstellung der Zuflucht der Sünder bei Maria. Der linke Seitenaltar von ca. 1930 zeigt den heiligen Josef von Nazaret flankiert mit den Darstellungen Josef in der Werkstatt und dem Tod Josefs. Des Weiteren befindet sich ein weiterer Nebenaltar im linken Seitenschiff von ca. 1700. Er zeigt die Darstellung Ecce Homo, die heilige Barbara von Nikomedien, die heilige Apollonia von Alexandria und eine Johannesschüssel.

## Orgel
Die Orgel wurde 1953 von Jehmlich Orgelbau gebaut. 1983 wurde sie von Orgelbau Brode aus Heiligenstadt restauriert. Das Instrument hat 24 Register auf Kegelladen, verteilt auf zwei Manuale und Pedal. Register- und Tontraktur sind pneumatisch. Die Disposition lautet wie folgt:
| I Hauptwerk C–f3 |       |
| Pommer           | 16′   |
| Prinzipal        | 8′    |
| Rohrgedackt      | 8′    |
| Prästant         | 4′    |
| Rohrflöte        | 4′    |
| Oktave           | 2′    |
| Mixtur IV        | 1 ⁄3′ |
| Zimbel III       | 1⁄2′  |
| Helltrompete     | 8′    |

| II Schwellwerk C–f3 |       |
| Weitgedackt         | 8′    |
| Viola di Gamba      | 8′    |
| Prinzipal           | 4′    |
| Rohrflöte           | 4′    |
| Oktävlein           | 2′    |
| Quinte              | 1 ⁄3′ |
| Sesquialtera II     |       |
| Scharf IV           |       |
| Krummhorn           | 8′    |

| Pedal C–f1      |     |
| Offenbass       | 16′ |
| Subbass         | 16′ |
| Oktavbass       | 8′  |
| Choralbass      | 4′  |
| Pedalmixtur III |     |
| Liebl. Posaune  | 16′ |

- Koppeln:
  - Normalkoppeln: II/I, I/P, II/P
  - Suboktavkoppeln: II/I
- Spielhilfen: Handregister ab, Rohrwerke ab, Crescendowalze, zwei Freie Kombinationen, Tutti

## Glocken
| Nr. | Gussjahr | Gießer                           |
| --- | -------- | -------------------------------- |
| 1   | 1907     | J.J. Radler u. Söhne, Hildesheim |
| 2   | 1951     | Schilling und Lattermann, Apolda |